# Resolutie 2382 Veiligheidsraad Verenigde Naties
Resolutie 2382 van de Veiligheidsraad van de Verenigde Naties werd unaniem aangenomen door de VN-Veiligheidsraad op 6 november 2017. De Veiligheidsraad nam zich voor politiewerk voortaan integraal op te nemen in de mandaten van VN-vredesoperaties, terwijl de landen die de agenten bijdroegen werd gevraagd deze beter op te leiden en meer vrouwen te sturen.

## Achtergrond
Hiermee stond de Veiligheidsraad achter een nieuwe strategische leidraad met betrekking tot politie binnen vredesoperaties die binnen de VN werd uitgewerkt. Politiewerk was het voorbije decennium een almaar grotere rol gaan spelen in de vredesopdrachten van de VN. In 2014 waren ruim 13.000 agenten uit een negentigtal landen uitgestuurd naar negentien VN-missies. Ook hun takenpakket was veel ruimer geworden. Waar ze vroeger slechts waarnamen, stonden ze nu de lokale politie bij of moesten de lokale politie uit de grond stampen. Men zocht ook meer gespecialiseerde profielen; agenten die waren gespecialiseerd in georganiseerde misdaad, financiën of antiterrorisme. EU-landen stonden op dat vlak aan de top, maar zij schroefden hun bijdragen de laatste paar jaar drastisch terug. Slechts 1,5% van de UNPOL-agenten kwam nog uit de EU; circa gelijk aan de bijdrage van Jemen.
De bedoeling was een leidraad en handleiding op te stellen voor specifieke onderwerpen, zodat UNPOL-agenten zouden weten wat hun taken waren en hoe de VN-politie de zaken aanpakte. Met de leidraad zou het ook makkelijker worden om gespecialiseerde vacatures op te stellen, teneinde de juiste profielen aan te trekken. Verder zou een globale leidraad het makkelijker maken om politiemissies van partners als de Afrikaanse Unie en de Europese Unie te integreren in VN-missies. Dat alles zou meer agenten moeten aantrekken en landen stimuleren om bij te dragen aan politiemissies.

## Inhoud
Bij de VN kregen politieke oplossingen de voorkeur om conflicten op te lossen. Een VN-politiemacht kon bijdragen aan de overgang van een vredesmacht naar vredesopbouw. Politietaken zouden voortaan integraal deel gaan uitmaken van de mandaten en bevelstructuren van VN-vredesoperaties en -politieke missies. Er zou op gelet worden dat die taken duidelijk en haalbaar waren, en dat er genoeg middelen voor werden voorzien.
Landen die manschappen bijdroegen werd gevraagd te zorgen dat deze goed opgeleid waren; onder meer met betrekking tot seksueel misbruik en geweld tegen kinderen. Om het probleem van seksueel geweld door VN-personeel zelf tegen te gaan, moest het strafblad van de manschappen vooraf nagetrokken worden.
Verder hechtte men veel belang aan meer vrouwelijke agenten. Tegen 2020 wilde men hun aandeel minstens verdubbeld zien, en moesten ze ook meer leidinggevende posities bekleden. Dat werd als cruciaal gezien om seksueel geweld aan te pakken. Bij UNAMID in Darfur was op dat moment één op de vijf een vrouw.